# Baiyin
Baiyin (chinesisch 白银市, Pinyin Báiyín Shì) ist eine bezirksfreie Stadt der chinesischen Provinz Gansu. Baiyin hat 1.734.200 Einwohner (Stand: Ende 2018), das Verwaltungsgebiet umfasst 21.159 km². In dem eigentlichen städtischen Siedlungsgebiet leben 362.363 Menschen (Zensus 2010).

## Geographie und Geologie
Baiyin liegt im Nordosten von Gansu, nördlich der Daxia-Talsperre des Huang He, womit es geographisch noch der Tengger-Wüste, dem südöstlichen Ausläufer der Gobi zuzuordnen ist. Entsprechend ist hier die Przewalski-Rennratte beheimatet.
Die Auswirkungen eines Erdbebens im April 1990 mit Zentrum im westlich angrenzenden Yongdeng waren auch in Baiyin spürbar.

## Administrative Gliederung
Die bezirksfreie Stadt Baiyin setzt sich auf Kreisebene aus zwei Stadtbezirken und drei Kreisen zusammen. Diese sind:
- Stadtbezirk Baiyin – 白银区 Báiyín Qū;
- Stadtbezirk Pingchuan – 平川区 Píngchuān Qū;
- Kreis Jingyuan – 靖远县 Jìngyuǎn Xiàn;
- Kreis Huining – 会宁县 Huìníng Xiàn;
- Kreis Jingtai – 景泰县 Jǐngtài Xiàn.

## Wirtschaft und Verkehr
Die Stadt an der Nationalstraße 109 von Peking in die Provinzhauptstadt Lanzhou und weiter nach Tibet ist vom Bergbau geprägt.
Hier befinden sich neben einer Kupfermine (白银铜矿, Báiyín tóngkuàng) der Baiyin Al Co Ltd auch der Huoyanshan National Minepark (白银火焰山国家矿山公园).
Die Schlussetappe des Straßenradrennens Tour of Qinghai Lake der UCI Asia Tour startete und endete 2016 in Baiyin.

## Städtepartnerschaften
Baiyin listet folgende fünf Partnerstädte auf:
| Stadt             | Land                         |
| ----------------- | ---------------------------- |
| Brest (seit 2018) | Belarus                      |
| Kiskunfélegyháza  | Dél-Alföld, Ungarn           |
| Kiskunmajsa       | Dél-Alföld, Ungarn           |
| Korgas            | Xibei, Volksrepublik China   |
| Ponca City        | Oklahoma, Vereinigte Staaten |
| Schymkent         | Kasachstan                   |